# Miriam Alexandra
Miriam Alexandra, bürgerlich Miriam-Alexandra Wigbers, geborene Müller (* 1981 in Heidelberg) ist eine deutsch-griechische Opern-, Konzert- und Liedsängerin (Sopran) sowie promovierte Musikwissenschaftlerin.

## Biografie
Sie studierte an der Musikhochschule Karlsruhe Gesang und Schulmusik. 2012 war Miriam Alexandra als Belinda am Cuvilliés-Theater in München zu hören.
Miriam Alexandra war ab 2013 als Solistin am Mittelsächsischen Theater engagiert. Sie war dort u. a. als Gretel in Humperdicks Hänsel und Gretel, als Susanna in Mozarts Hochzeit des Figaro, als Sophie in Richard Strauss’ Rosenkavalier, als Lisa in Kálmáns Gräfin Mariza und Christel in Zellers Vogelhändler zu hören. In der Spielzeit 2015/16 sang sie in der verschollen geglaubten Oper Das Waldmädchen von Carl Maria von Weber die Hauptrolle der Mathilde.
Einer breiteren Öffentlichkeit wurde sie durch die Veröffentlichung ihrer Debüt-CD Deutsche Lieder mit deutschsprachigen Liedvertonungen von Pauline Viardot bekannt, die 2017 in Koproduktion mit Deutschlandradio Kultur beim Label OehmsClassics erschien. Die CD wurde u. a. als „CD des Monats“ im Opernmagazin Opernwelt vorgestellt. Miriam Alexandra hat großes Interesse an aufführungspraktischen Fragestellungen und arbeitet bevorzugt an der Schnittstelle zwischen Theorie und Praxis sowie zu Komponistinnen des 19. Jahrhunderts. 2019 veröffentlichte sie gemeinsam mit Peter Gijsbertsen und Jozef de Beenhouwer eine CD mit sämtlichen Liedern von Clara Schumann.

## Auszeichnungen
- 2009: Erster Preis des internationalen Händelwettbewerbs in Göttingen (gemeinsam mit Koschitzki & Ritter)

## Veröffentlichungen
- Miriam-Alexandra Wigbers: Johannes Brahms und Pauline Viardot – der Sommer 1869: Begegnungen, Das verschollene Morgenständchen, Die Alt-Rhapsodie. In: Brahms-Studien, Veröffentlichungen der Brahms-Gesellschaft Hamburg e. V. Bd. 16.2011. Tutzing 2011, S. 67–89.
- Miriam Alexandra: Pauline Viardot. In: Lexikon der Gesangsstimme. Geschichte – Wissenschaftliche Grundlagen – Gesangstechniken – Interpreten. Laaber 2016.
- CD Deutsche Lieder von Pauline Viardot. OehmsClassics 2017.
- CD Sämtliche Lieder von Clara Schumann. Dabringhaus & Grimm 2019.
- als Hrsg. mit Beatrix Borchard: Pauline Viardot - Julius Rietz. Der Briefwechsel 1858–1874 (Viardot-Garcia-Studien Bd. 1), Hildesheim 2021, ISBN 978-3-487-15981-2